# Корбоно
Корбоно (фр. Corbonod) је насељено место у Француској у региону Рона-Алпи, у департману Ен (Рона-Алпи).
По подацима из 2011. године у општини је живело 1190 становника, а густина насељености је износила 37,67 становника/km².

## Демографија
| 1962. | 1968. | 1975. | 1982. | 1990. | 2011. |
| ----- | ----- | ----- | ----- | ----- | ----- |
| 898   | 917   | 884   | 839   | 841   | 1.190 |